# Église de la Trinité et de San Giovanni
De Église de la Trinité et de San Giovanni (Nederlands: Kerk van de Drie-eenheid en de heilige Johannes) is een romaanse kerk op het kerkhof van Aregno op Corsica. De kerk is rond 1100 gebouwd, in een tijd dat Pisa grote delen van Corsica beheerste. Het gebouw is dan ook een voorbeeld van de Pisaanse romaanse stijl. 

## Beschrijving
De kerk bestaat uit een schip zonder zijbeuken, dat wordt afgesloten door een halfronde apsis. Deze bezit nog zijn originele dakbedekking met dakpannen (teghie). De enige versiering bestaat uit een rondboogfries met gebeeldhouwde kraagstenen. Deze decoratie herhaalt zich op de zijwanden.
De façade, die is opgedeeld in drie niveaus, is opgetrokken uit verschillende kleuren graniet. De onderste helft wordt ingenomen door het portaal met zijn beige-zwarte ontlastingsboog op kraagstenen. Aan beide zijden van de boog is een klein beeldje te zien, links een vrouw met een lange jurk, rechts een naakte man.
Daarboven bevindt zich een arcade met vier blinde bogen op pilasters. De bogen hebben versierde kroonlijsten. Als een soort kapiteel is elke boog afgesloten met een gebeeldhouwd dier. Boven de middelste bogen brengt een klein, rond venster wat licht in het interieur.
Het bovenste niveau bestaat uit een rondboogfries met in het midden een dubbelvenster met slangen in het timpaan. Het fronton wordt bekroond door een beeld van een man die een doorn uit zijn voet haalt, een motief dat in de romaanse kunst regelmatig terugkomt en een allegorie voor wijsheid is.
In het interieur zijn twee fresco's uit de vijftiende eeuw bewaard gebleven die waarschijnlijk door plaatselijke kunstenaars gemaakt zijn. Op een ervan zijn de kerkvaders Augustinus, Gregorius, Hiëronymus en Ambrosius afgebeeld, op de andere de aartsengel Michaël die de draak verslaat.

## Afbeeldingen

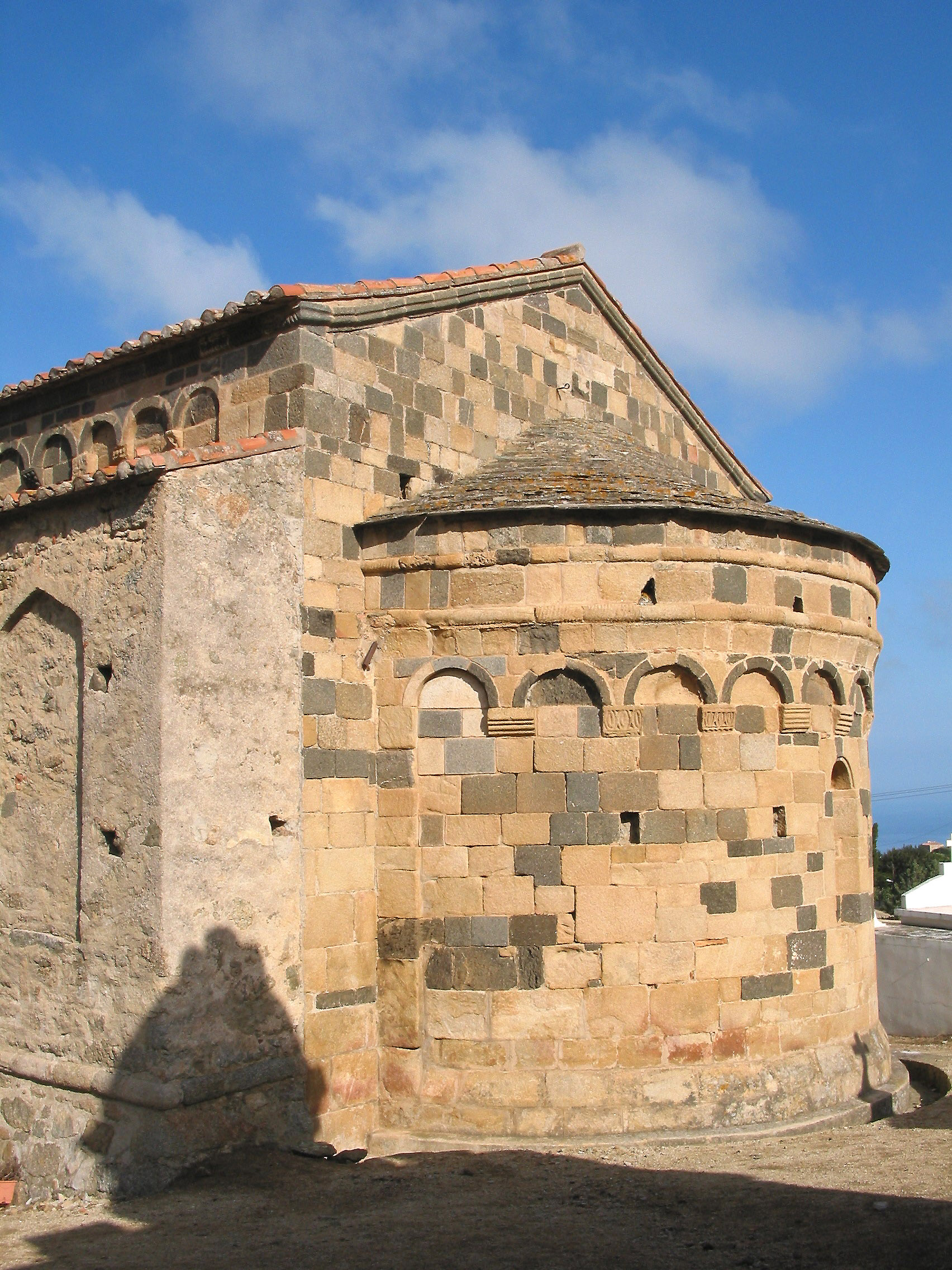
zicht op de oostzijde met apsis
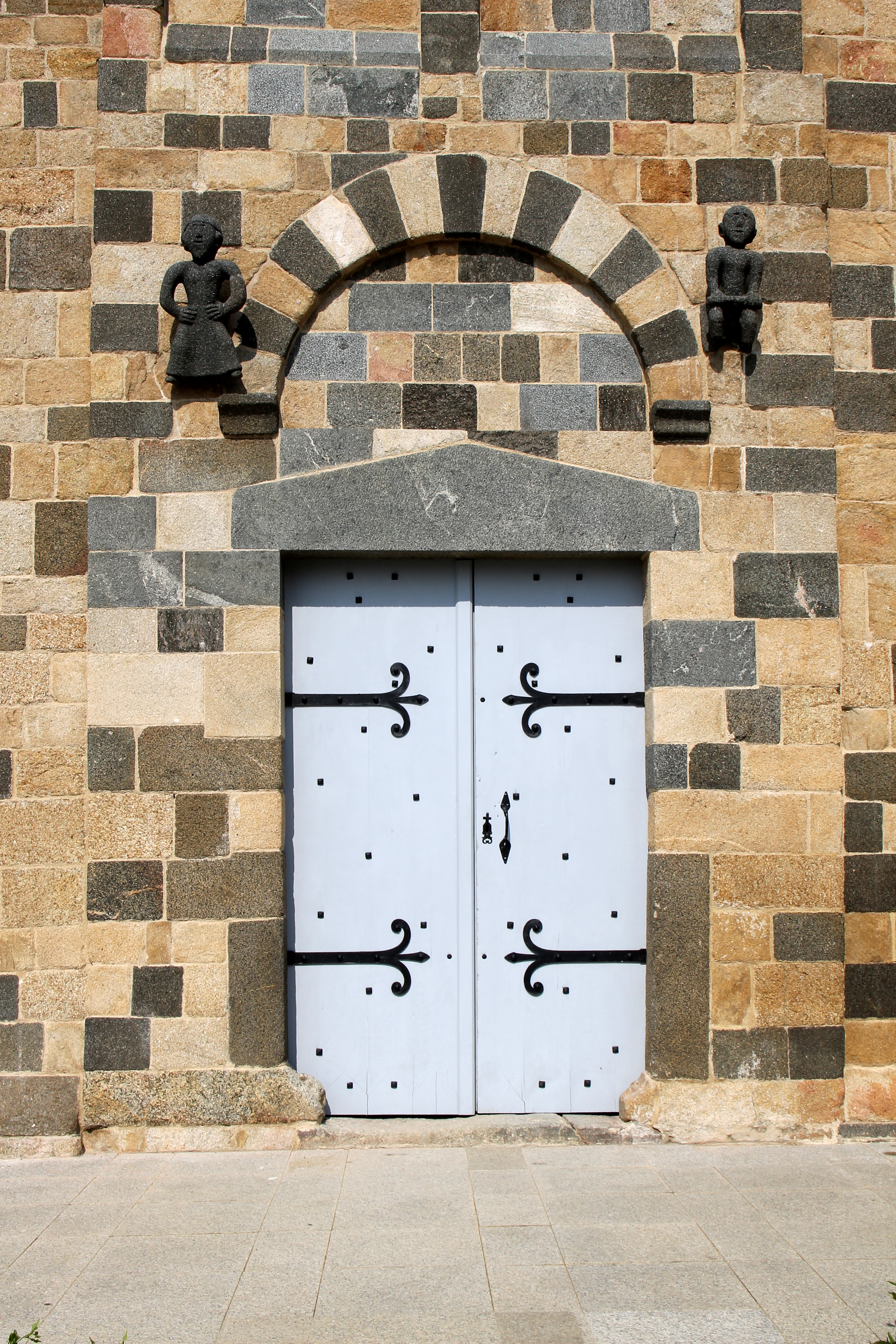
portaal
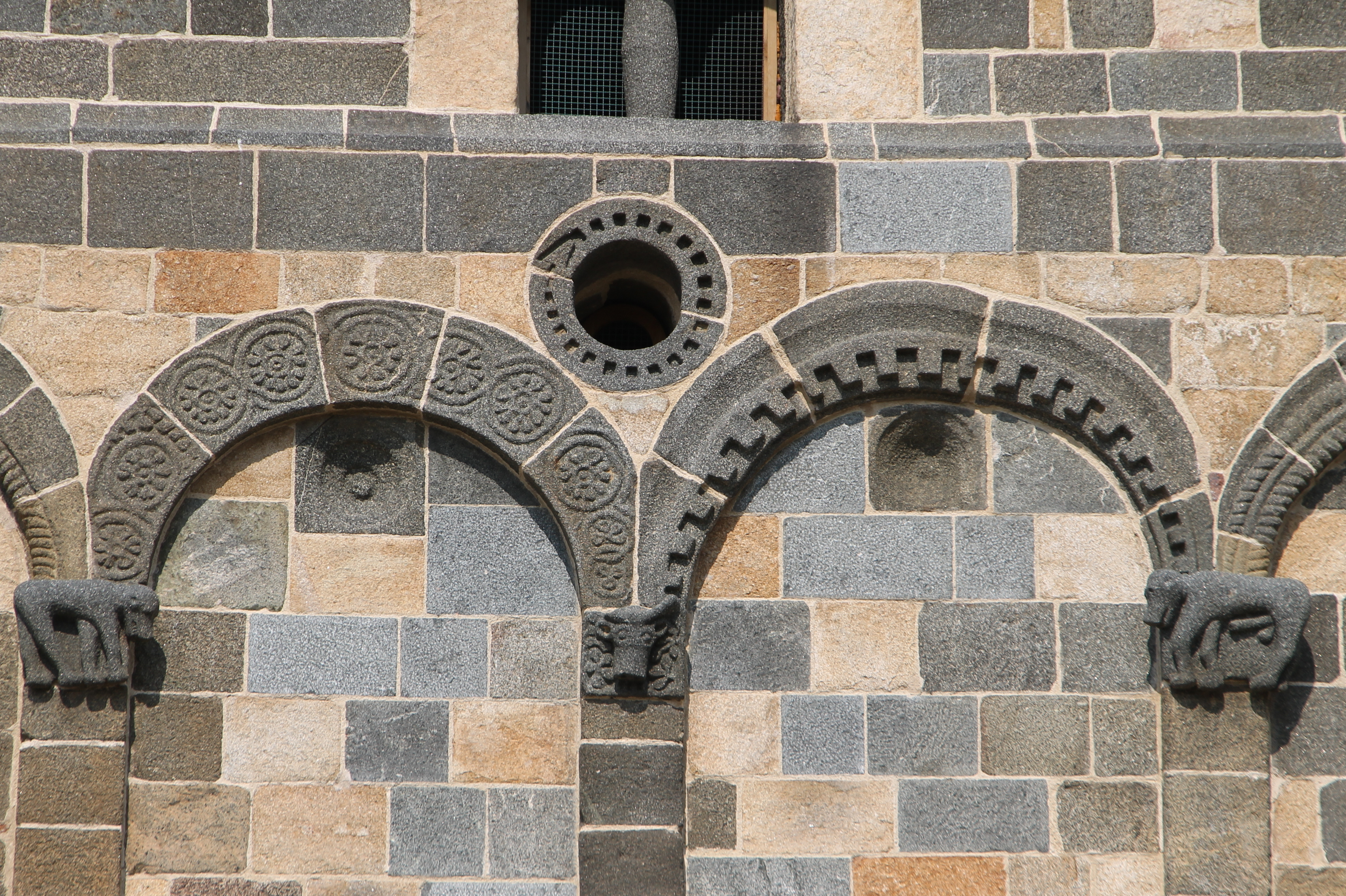
detail van de façade
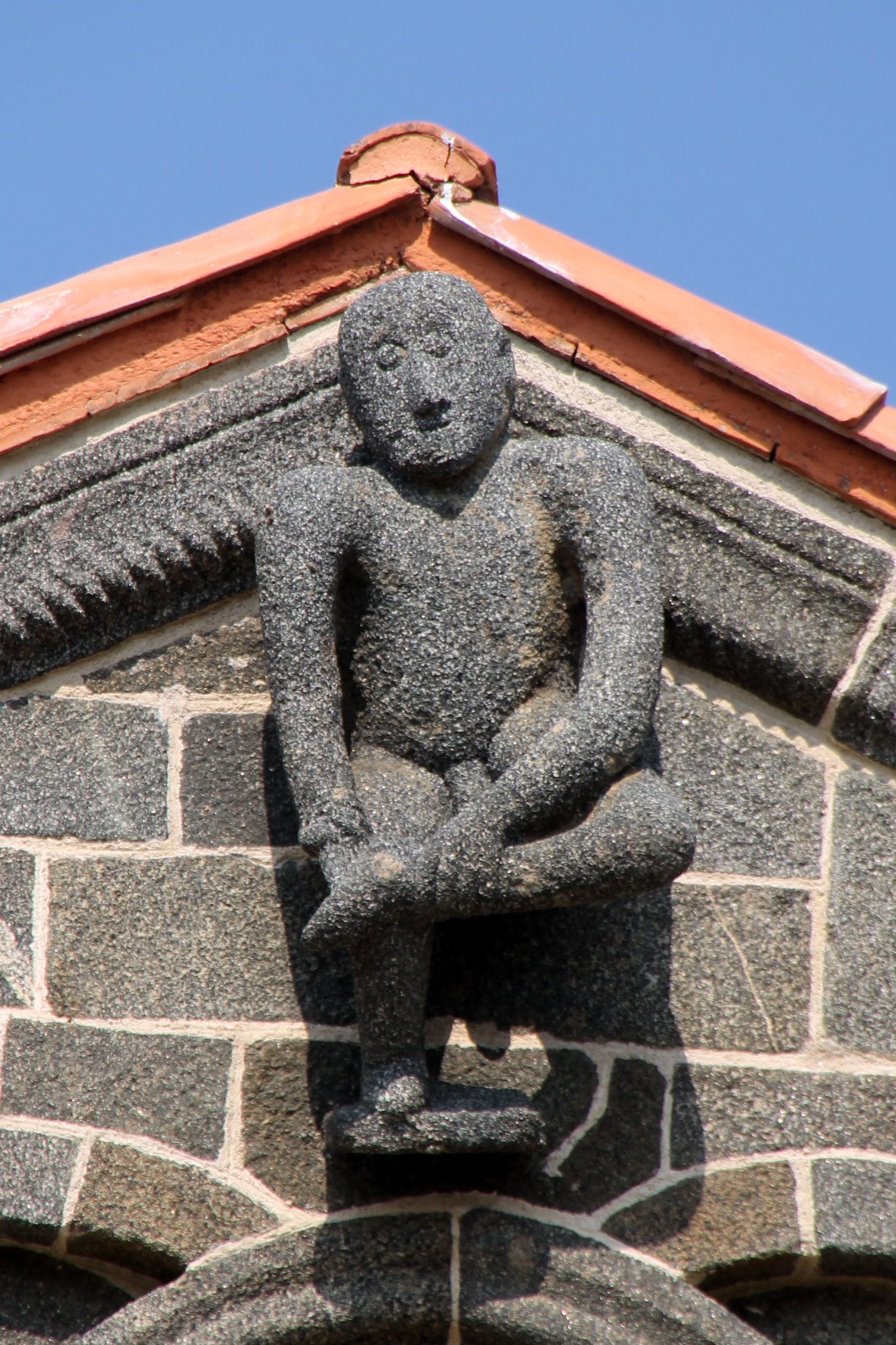
detail van de façade